# Emily Rosemond
Emily Rosemond, née le 11 mars 1986 à Cairns, est une patineuse de vitesse sur piste courte et coureuse cycliste australienne.

## Palmarès en Short Track

### Jeux olympiques
- Turin 2006
  - 12e du 1 000 mètres
  - 28e du 1 500 mètres

### Autres
- 2005
  - Championne d'Australie de Short Track
- 2006
  - Championne d'Australie de Short Track

## Palmarès sur piste[1]

### Championnats du monde
- 2010
  - 11e du keirin
  - 17e de la vitesse

### Coupe du monde
- 2009-2010
  - 2e du classement général de la vitesse par équipes
  - 2e du keirin à Cali
  - 3e de la vitesse par équipes à Melbourne
  - 3e de la vitesse par équipes à Pékin
  - 4e du classement général du keirin

### Jeux du Commonwealth
- 2010
  -  Médaillée de bronze de la vitesse

### Championnats d'Oceanie
- 2008
  -  Médaillée de bronze du keirin
- 2009
  -  Championne d'Océanie de keirin
  -  Championne d'Océanie de vitesse
  -  Championne d'Océanie de vitesse par équipes
  -  Médaillée de bronze du 500 mètres
- 2010
  -  Championne d'Océanie de vitesse par équipes
  -  Médaillée d'argent du 500 mètres
  -  Médaillée d'argent du keirin
  -  Médaillée de bronze de la vitesse

### Championnats d'Australie
- 2008
  -  Championne d'Australie de vitesse par équipes (avec Kerrie Meares)
  - 2e du keirin
  - 3e de la vitesse
- 2009
  -  Championne d'Australie de vitesse par équipes (avec Kerrie Meares)
  - 2e du keirin
  - 3e du 500 mètres